# Julie Girling

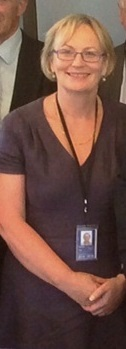
Julie Girling

Julie Girling (* 21. Dezember 1956 in London) ist eine britische Politikerin und bis 2019 Mitglied des Europaparlaments. Bis Oktober 2017 war sie Mitglied der Conservative Party.

## Leben
Girling studierte Wirtschaftswissenschaften.
Nach ihrem Studium war sie von 1979 bis 1982 bei der Ford Motor Company tätig und arbeitete danach von 1982 bis 1988 bei der Argos Catalogue Group.
Von 2003 bis 2006 war Girling Bürgermeisterin in Cotswold. Im Grafschaftsrat von Gloucestershire war sie Mitglied von 2000 bis 2009.
Seit 2009 ist Girling Abgeordnete im Europäischen Parlament.
Dort ist sie Mitglied im Ausschuss für Landwirtschaft und ländliche Entwicklung sowie in der Delegation für die Beziehungen zu den Ländern Südostasiens und der Vereinigung südostasiatischer Staaten.
Als Stellvertreterin ist Girling im Ausschuss für Umweltfragen, öffentliche Gesundheit und Lebensmittelsicherheit, im Fischereiausschuss und der Delegation für die Beziehungen zur Koreanischen Halbinsel.
Am 16. April 2019 erklärte Julie Girling, dass sie der Change UK - The Independent Group beigetreten ist. Sie wurde im Oktober 2017 wegen Streitigkeiten mit der Parteiführung über ihr Abstimmungsverhalten bei einer den Brexit betreffenden Resolution gemeinsam mit dem MdEP Richard Ashworth aus der  Conservative Party ausgeschlossen. Sie gehört jetzt der Fraktion der Europäischen Volkspartei an.